# Goodbye Cruel World (Pink Floyd)
Goodbye Cruel World è una canzone dei Pink Floyd pubblicata all'interno dell'album The Wall, nel 1979.

## Composizione
La canzone ha toni piuttosto calmi, accompagnato esclusivamente da un basso e da un sintetizzatore Prophet-5. L'introduzione è breve e consiste nella stessa nota, il re, suonata ritmicamente e ad ottave differenti, molto simile alla parte di basso dei brani Careful with That Axe, Eugene e See Emily Play. Per tutta la canzone, si può sentire in sottofondo, ancora il riff di sintetizzatore che ha chiuso il brano Another Brick In The Wall Part 3 e che ha iniziato la canzone Goodbye Cruel World.
La canzone finisce con la parola "Goodbye" (In italiano "addio", "arrivederci") pronunciata dopo la fine della musica, perché, in questo modo, l'addio sembri realmente disperato.

## Trama
Come le altre canzoni dell'album The Wall, Goodbye Cruel World narra una parte della storia di Pink, il protagonista.

Il brano descrive la reazione disperata di Pink che assiste al completamento del suo "muro psicologico" che lo divide dalla società e gli impedisce una vita serena; si capisce, inoltre, che lui è consapevole del suo isolamento e, disperato, non può fare altro che dire "addio" al mondo intero.

## Versione video
Il filmato inizia con l'immagine di Pink, immobile su una poltrona, che tiene una sigaretta in mano, con un'espressione di depressione sul volto. La scena successiva consiste in un'inquadratura del "muro" tra Pink e il mondo esterno, al termine della quale viene inquadrato l'occhio dell'uomo. La scena cambia e si vede Pink da ragazzo che corre in un campo da rugby e dopo un po', stanco per la corsa, si ferma. Il filmato finisce con Pink che si getta contro il muro ormai completo.

## Esecutori
- Roger Waters - basso[3], voce[3]
- Richard Wright - sintetizzatore Prophet-5[3]